# Агеда (парафія)
А́геда (порт. Águeda; МФА: [ˈa.gɨ.dɐ]) — парафія в Португалії, у муніципалітеті Агеда. Розташована в західній частині країни, на теренах історичної португальської провінції Бейра. Входить до складу округу Авейру. За адміністративним поділом, чинним до 1976 року, терени парафії були складовою провінції Берегова Бейра. Належить до Авейрівської діоцезії Католицької церкви. Патрон — свята Евлалія. Площа — 27,3263 км². Населення — 11346 ос. (2011). Середньо урбанізований регіон. Густота населення — 415,2 осіб/км²
. Код — 010104.

## Географія
Розташована на правому березі річки Агеда.

Агеда (2013)
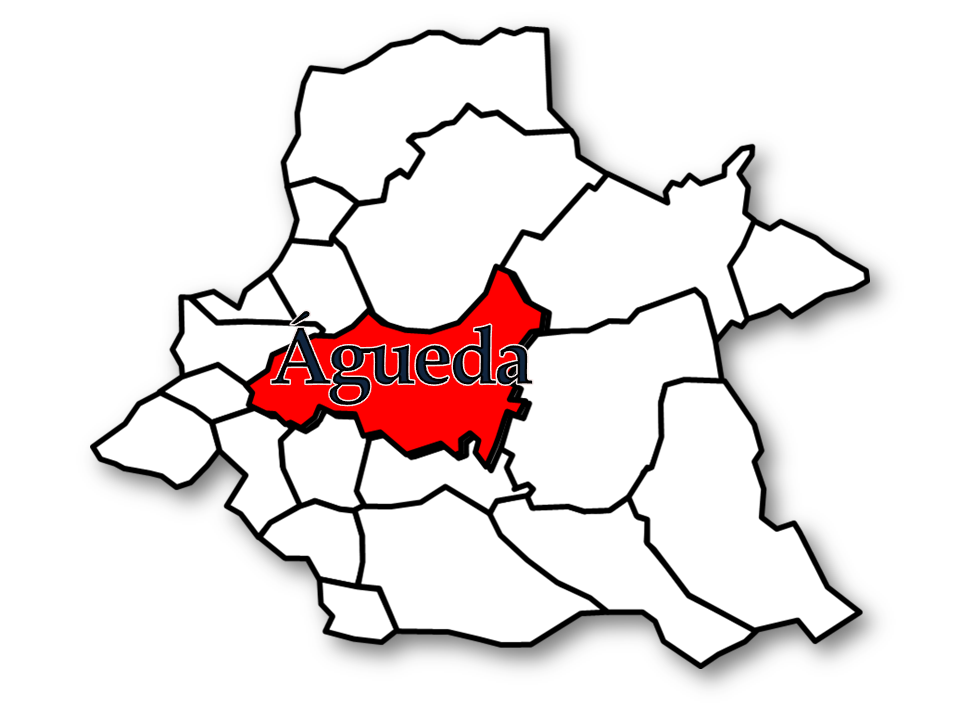
Агеда

## Населення
| Кількість мешканців | Кількість мешканців | Кількість мешканців | Кількість мешканців | Кількість мешканців | Кількість мешканців | Кількість мешканців | Кількість мешканців | Кількість мешканців | Кількість мешканців | Кількість мешканців | Кількість мешканців | Кількість мешканців | Кількість мешканців | Кількість мешканців |
| ------------------- | ------------------- | ------------------- | ------------------- | ------------------- | ------------------- | ------------------- | ------------------- | ------------------- | ------------------- | ------------------- | ------------------- | ------------------- | ------------------- | ------------------- |
| 1864                | 1878                | 1890                | 1900                | 1911                | 1920                | 1930                | 1940                | 1950                | 1960                | 1970                | 1981                | 1991                | 2001                | 2011                |
| 3.561               | 3.881               | 3.938               | 3.807               | 4.029               | 4.381               | 5.128               | 6.452               | 7.522               | 8.345               | 9.371               | 12.230              | 9.792               | 11.357              | 11.346              |